# Dauna, lo que lleva el río
Pour plus de détails, voir Fiche technique et Distribution.
Dauna, lo que lleva el río est un film dramatique vénézuélien réalisé par Mario Crespo et sorti en 2015.
Le film est sélectionné comme entrée vénézuélienne pour l'Oscar du meilleur film en langue étrangère à la 88e cérémonie des Oscars qui s'est déroulée en 2016.

## Synopsis
Dauna est confrontée aux conventions de sa culture warao lorsqu'elle doit choisir entre aimer Tarcisio ou suivre le chemin tracé pour elle au risque d'en payer les conséquences.

## Fiche technique
- Titre original et français : Dauna, lo que lleva el río[2]
- Réalisation : Mario Crespo
- Date de sortie :
  - Allemagne : février 2015
  - Venezuela : mars 2015
  - France : 20 mars 2016 (Festival Les Reflets du cinéma ibérique et latino-américain de Villeurbanne[2])

## Distribution
- Eddie Gómez : Tarsicio
- Yordana Medrano : Dauna
- Diego Armando Salazar : Padre Julio